# Bianchi Tipo 20
Der Bianchi Tipo 20 ist ein Pkw-Modell. Hersteller war Bianchi aus Italien. Eine andere Quelle nennt das Fahrzeug Bianchi 20 HP.

## Beschreibung
Das Modell erschien 1924 als Nachfolger des Bianchi Tipo 18. Der Vierzylindermotor war vergrößert worden. 78 mm Bohrung und 120 mm Hub ergaben 2294 cm³ Hubraum. OHV-Ventilsteuerung wird genannt. Eine Quelle gibt die Motorleistung mit 58 PS an, eine andere mit 59 PS.
Der Motor war vorne im Fahrgestell eingebaut. Er trieb über ein Vierganggetriebe und eine Kardanwelle die Hinterachse an. Es gab verschiedene Radstände. Zur Wahl standen Limousine, Coupé, Pullman-Limousine, Roadster und Tourenwagen. 100 km/h Höchstgeschwindigkeit waren angegeben.
Das Fahrgestell hatte 310 cm Radstand und 135 cm Spurweite. Der Radstand wird in einer anderen Quelle bestätigt.
1926 wurde ein Fahrzeug an Papst Pius XI. übergeben. Das Modell wurde bis 1927 oder 1929 hergestellt und dann ohne Nachfolger eingestellt.

## Motorsport
1927 wurden drei Fahrzeuge bei der ersten Mille Miglia eingesetzt. Sie starteten in der Klasse bis 3 Liter Hubraum. Tazio Nuvolari/Cappelli landeten auf Rang 5 der Klasse, Romano/Villa auf Rang 13 und Pirola/Pensi auf Rang 17. In der Gesamtwertung bedeutete dies die Plätze 10, 33 und 51.
1928 starteten Romano/Villa erneut, fielen aber aus.